# Siempre (álbum de Quilapayún)
Siempre es el vigésimo cuarto álbum de estudio oficial de la banda chilena Quilapayún, lanzado en 2007.

## Lista de canciones
| N.º | Título                                                                           | Letras                           | Música            | Duración |  |
| 1.  | «Siempre»                                                                        | Eduardo Carrasco                 | Miguel Zabaleta   |          |  |
| 2.  | «A California me voy»                                                            | Pablo Neruda                     | Hugo Lagos        |          |  |
| 3.  | «Rumba por la paz»                                                               | Sebastián Quezada                | Sebastián Quezada |          |  |
| 4.  | «Dónde esta la que quiero» (2a versión; la 1a es de Los tres tiempos de América) |                                  |                   |          |  |
| 5.  | «Canción del padre solo»                                                         | Eduardo Carrasco                 | Hugo Lagos        |          |  |
| 6.  | «Quita hurpillay»                                                                | Osvaldo Torres                   | Osvaldo Torres    |          |  |
| 7.  | «Un final feliz»                                                                 | Leo Masliah                      | Leo Masliah       |          |  |
| 8.  | «Lo que pido es amor»                                                            | Eduardo Carrasco                 | Luis Advis        |          |  |
| 9.  | «Palabras de amor»                                                               | Eduardo Carrasco                 | Ismael Oddó       |          |  |
| 10. | «Los moteles»                                                                    | Eduardo Carrasco                 | Eduardo Carrasco  |          |  |
| 11. | «La gordinflónica ninfomanósica» (mazúrquica más modérnica)                      | Eduardo Carrasco                 | Luis Advis        |          |  |
| 12. | «Son de la co-razón»                                                             | Eduardo Carrasco & Roberto Matta | Eduardo Carrasco  |          |  |
| 13. | «Chacao»                                                                         | instrumental                     | Guillermo García  |          |  |
| 14. | «Cueca larga de la Nueva Canción Chilena»                                        | Eduardo Carrasco                 | Luis Advis        |          |  |

## Créditos
Quilapayún
- Eduardo Carrasco
- Carlos Quezada
- Hernán Gómez
- Rubén Escudero
- Hugo Lagos
- Guillermo García
- Ricardo Venegas
- Ismael Oddó
- Sebastián Quezada